# CAFERING
CAFERING（カフェリング）は、株式会社CAFERINGが展開する日本のジュエリーブランド。銀座本店を中心に、ブライダルジュエリー・ファッションジュエリーを展開している。創業者であり、代表・クリエイティブディレクターの青木千秋氏が自身の経験や感性から生み出すジュエリーが特徴。
「世界中の女性を内面から輝かせるジュエリー」「She is a Jewellery」をコンセプトに、つけごこちと軽やかでしなやかな美しさにこだわり、日常で愛用できるジュエリーを提案している。

## 沿革
- 1999年　大阪のオフィスビルでブライダルサロンをオープン[2]
- 2001年　「Cafe Ring」2面仕様リングで国内特許取得(第3158117号)
- 2001年　「Cafe Ring 心斎橋本店」オープン
- 2002年　IJT（国際宝飾展）にて「Cafe Ring」発表 ブランドデビュー
- 2002年　「Cafe Ring 卸」スタート
- 2005年　「Cafe Ring 銀座店」プラチナ専門店をOPEN
- 2006年　本店を心斎橋から銀座へ移行
- 2012年　新ブランド「fika（フィーカ）」デビュー
- 2015年　大阪のフラッグシップショップを「Cafe Ring 大阪 中之島店」へ移転オープン
- 2019年　「CAFERING 銀座本店」を銀座中央通り1丁目に移転オープン[3]
- 2020年　東京理科大学との共同研究で新素材の開発に成功　世界初「ピンクプラチナ」特許取得（第6664687号）
- 2021年　ピンクプラチナに続き、世界初「ブループラチナ」「イエロープラチナ」特許取得（第6837631号）
- 2023年　ゴールド素材の「CAFERING K」ブランドデビュー
- 2024年　「CAFERING 銀座店」移転リニューアルOPEN